# Balão cinturado
 (mai 2023).
Si vous disposez d'ouvrages ou d'articles de référence ou si vous connaissez des sites web de qualité traitant du thème abordé ici, merci de compléter l'article en donnant les références utiles à sa vérifiabilité et en les liant à la section « Notes et références ».
Le balão cinturado (litt. "ballon cintré", en portugais) est un mouvement de projection en capoeira qui consiste à lancer son adversaire derrière soi après l'avoir saisi par le thorax ou les hanches. Le balão cinturado est comparable au "tawara gaeshi" du ju-jitsu.
Cette technique peut servir de contre à un arrastão, mais on l'utilise davantage pour les démonstrations à deux. Dans le cas où l'adversaire tente de faire un arrastão, il arrive plus souvent que l'on se défende avec un sacrifício, même si cette technique est interdite en capoeira.
La balão cinturado est le troisième balão de la cintura desprezada.